# Adam Jan Dobrzański
Adam Jan Dobrzański (ur. 8 lutego 1940 w Wołominie) – polski specjalista z zakresu herbologii i warzywnictwa, prof. dr hab. nauk rolniczych o specjalności agrotechnika, herbologia, warzywnictwo, ekologia roślin, agrofitosocjologia.

## Życiorys
Po ukończeniu Technikum Rolniczego w Nakle Śląskim studiował na Wydziale Rolniczym Szkoły Głównej Gospodarstwa Wiejskiego w Warszawie. W 1960 roku uzyskał stopień magistra inż. rolnictwa. Bezpośrednio po studiach podjął pracę w Zakładzie Warzywnictwa Instytutu Warzywnictwa w Skierniewicach kierowanym przez dr Henryka Skąpskiego (późniejszego profesora i kierownika Katedry Warzywnictwa SGGW). Rozprawę doktorską „Wpływ różnych czynników środowiska na działanie kilku herbicydów na cebulę, w różnych jej fazach wzrostu” (promotor prof. dr hab. Emil Chroboczek) przedstawił na Wydziale Ogrodniczym SGGW w roku 1970 uzyskując stopień doktora nauk rolniczych. Na tym samym Wydziale w 1974 roku otrzymał stopień doktora habilitowanego. W latach 1970–1971 i 1978 (łącznie 2,5 roku) odbył podoktoranckie staże naukowe w USA na Uniwersytecie Stanu Północna Dakota w Fargo (North Dakota State University – Crop and Weed Science Department), w zespole prof. dr Johna D. Nalewaja, gdzie prowadził badania z zakresu herbologii. W roku 1992 otrzymał tytuł profesora nauk rolniczych. Brał udział w licznych wizytach studyjnych i konferencjach naukowych w Polsce i za granicą. Pracę w Instytucie Warzywnictwa zakończył w 2006 roku przechodząc na emeryturę.

### Kariera naukowa
Adam Jan Dobrzański prowadził badania nad konkurencją, występowaniem, produktywnością biomasy chwastów segetalnych i innymi aspektami biologii chwastów w uprawach warzyw oraz nad możliwością ograniczenia stosowania herbicydów. Pod jego kierunkiem opracowano i wdrożono do praktyki programy ochrony przed chwastami dla większości gatunków warzyw uprawianych w Polsce. Wyniki badań przedstawiał na licznych konferencjach krajowych i zagranicznych. Jest autorem i współautorem 1135 (do roku 2021) publikacji naukowych i popularnonaukowych oraz broszur i materiałów szkoleniowych przeznaczonych dla praktyki ogrodniczej. W ich skład wchodzą książki i rozdziały w książkach. Do ważniejszych należy książka „Ochrona warzyw przed chwastami” (PWRiL 1995 i 1999 – dwa wydania), która przez wiele lat była podstawowym podręcznikiem kompleksowo omawiającym problem chwastów i metody regulacji zachwaszczenia w uprawach warzyw. W ramach grupy roboczej „Weed Management Systems in Vegetables” (Systemy regulacji zachwaszczenia w warzywach) wchodzącej w skład EWRS (European Weed Research Society – Europejskie Towarzystwo Badania Chwastów) wspólnie z autorami z kilkunastu krajów Unii Europejskiej oraz Szwajcarii, Turcji i Izraela opracował analizę występowania chwastów i metod regulacji zachwaszczenia zalecanych w uprawie cebuli, pomidora, marchwi, kapusty, grochu, sałaty, papryki i pomidora.

### Pełnione funkcje
- 1984–1988: zastępca dyrektora ds. naukowych Instytut Warzywnictwa
- 1972–1982: kierownik Pracowni Zwalczania Chwastów Zakładu Warzywnictwa Gruntowego
- 1983–1990: kierownik Samodzielnej Pracowni Zwalczania Chwastów
- 1991–1996: kierownik Zakładu Zwalczania Chwastów
- 1997–2006: kierownik Pracowni Herbologii Zakładu Ochrony Roślin
- 1983–2006: członek Rady Naukowej Instytutu Warzywnictwa
- 2005–2006: członek Rady Naukowej Instytutu Sadownictwa i Kwiaciarstwa
- 2008–2016: wykładowca i promotor prac inżynierskich i magisterskich w Wyższej Szkole Humanistyczno-Ekonomicznej w Skierniewicach im. prof. Szczepana A. Pieniążka
- 1969–1995: członek Zespołu Herbologii i Komisji ds. Walki z Chwastami i Rejestracji Herbicydów Rady Naukowo – Technicznej przy Min. Rol. i Gosp. Żywn.
- 1996–2001: członek Komisji ds. Rejestracji Herbicydów, Regulatorów Rozwoju Roślin i Adiuwantów przy Instytucie Ochrony Roślin w Poznaniu
- 1979–2006: członek Zespołu Herbologicznego Komitetu Nauk Ogrodniczych PAN
- 2003–2004: członek Komitetu Sterującego Phare 2000 (Dobra Praktyka Rolnicza i Integrowane Metody Ochrony Roślin) w ramach Głównego Inspektoratu Ochrony Roślin i Nasiennictwa
- 2005–2007: członek Executive Comitee European Weed Research Society (Zarząd Główny EWRS)

Brał również udział w komisjach i zespołach doradczych:
- od 2018: członek Rady Konsultacyjnej IOR-PIB
- 1987-2012: członek Komitetu Redakcyjnego „Vegetable Crops Research Bulletin”, a w latach 1996–2006 redaktor naczelny
- od 2013: członek Rady Redakcyjnej „Journal of Horticulture Research” (wyd. Instytutu Ogrodnictwa)
- od 1979: członek Rady Redakcyjnej „Acta Agrobotanica” (wyd. PAN i PTB), w tym 1982–1983 i 1985–1992 zastępca redaktora naczelnego[15]

## Odznaczenia, wyróżnienia i nagrody
- 1980: Srebrny Krzyż Zasługi
- 1991 i 2001: Medal Zasłużony dla ochrony roślin Instytutu Ochrony Roślin w Poznaniu
- 1975: Odznaka Zasłużony Pracownik Rolnictwa
- 1974: Honorowa Odznaka Województwa Łódzkiego
- 1984: Odznaka Zasłużony dla Województwa Skierniewickiego
- 1990: Złota Odznaka Zasłużony dla Spółdzielczości Ogrodniczo-Pszczelarskiej
- 1994: Srebrna Odznaka Honorowa NOT
- 2018: Medal IOR PIB „100 lat ochrony roślin”

Ponadto uzyskał 6 nagród zespołowych: Ministra Nauki Szk. Wyż i Techn. – 1974; Ministra Roln. i Gosp. Żywnościowej II st. – 1984, 1987, 1989; I st. – 1988 i 2000.